# Ministerium für Industrie und Informationstechnik

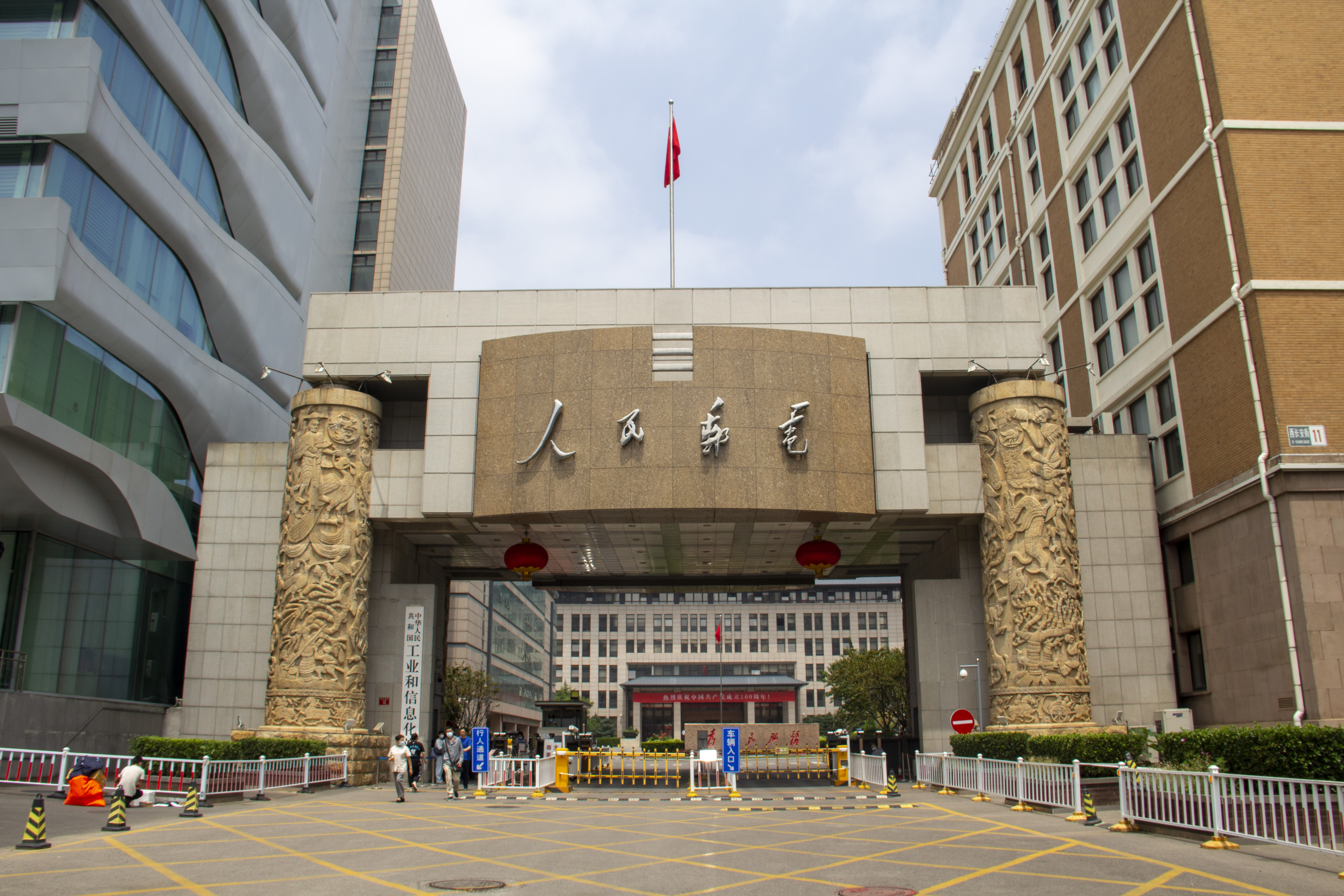
Das MIIT

Das am 15. März 2008 aus dem Ministerium für Informationsindustrie hervorgegangene Ministerium für Industrie und Informationstechnik (工業和信息化部 / 工业和信息化部,  Gōngyè hé Xìnxīhuà Bù), nach der englischen Bezeichnung Ministry of Industry and Information Technology oft „MIIT“ abgekürzt, in China kurz 工信部 genannt, ist für die Aufsicht und Weiterentwicklung der Hochtechnologie in der Volksrepublik China zuständig. Es hat seinen Sitz im Stadtbezirk Xicheng von Peking, Westliche Chang’an-Str. 13.

## Geschichte
Am 15. März 2008, auf der 1. Sitzung der 11. Legislaturperiode, billigte der Nationale Volkskongress ein von der Regierung eingebrachtes „Konzept für eine Reform des Organe des Staatsrats“ (国务院机构改革方案). Für die Hochtechnologie in China bedeutete das, dass das bisherige Ministerium für Informationsindustrie und das Büro für Informationstechnik des Staatsrats (国务院信息化工作办公室) aufgelöst wurden; die bisherigen Zuständigkeiten dieser beiden Behörden gingen – mit Ausnahme der Kernenergie – vollständig an das neugeschaffene Ministerium für Industrie und Informationstechnik über, ebenso wie die Staatliche Tabakmonopolverwaltung. Die bisherige Kommission für Wissenschaft, Technik und Industrie für Landesverteidigung wurde aufgelöst und stattdessen innerhalb des neuen Ministeriums die Nationale Behörde für Wissenschaft, Technik und Industrie in der Landesverteidigung geschaffen.
Am 13. September 2018 wurde vom Zentralkomitee der Kommunistischen Partei Chinas und dem Staatsrat der Volksrepublik China ein gemeinsamer Erlass herausgegeben, der mit Wirkung vom 13. November des Jahres die Zuständigkeit für die Überwachung des Anbaus und Verkaufs von Tabak und Tabakerzeugnissen aus dem Ministerium für Industrie und Informationstechnik herauslöste und der am 17. März 2018 eingerichteten Kommission für Hygiene und Gesundheit (国家卫生健康委员会) übertrug. Das Personal und sämtliche Strukturen der Tabakmonopolverwaltung wurden beibehalten.

## Struktur
Das eigentliche Ministerium für Industrie und Informationstechnik hat folgende Organisationsstruktur:
- Kanzlei (办公厅)
- Abteilung für politische Programmatik sowie die Formulierung von Gesetzen und Verordnungen (政策法规司)
- Planungsabteilung (规划司)
- Finanzabteilung (财务司)
- Abteilung für Industriepolitik (产业政策司)
- Abteilung für Wissenschaft und Technologie (科技司)
  - Amt für technische Überwachung (运行监测协调局)
  - Amt für kleine und mittlere Unternehmen (中小企业局)
- Abteilung für Energieeinsparung und sparsame Verwendung von Naturgütern (节能与综合利用司)
- Abteilung für Sicherheit in der Produktion (安全生产司)
  - Büro für die nationale Umsetzung der Chemiewaffenkonvention (国家履行《禁止化学武器公约》工作办公室)
- Abteilung für rohstoffverarbeitende Industrie (原材料工业司)
- Abteilung für Maschinenbauindustrie (装备工业司)
  - Büro für hochtechnologischen Maschinenbau von nationaler Bedeutung (国家重大技术装备办公室)
- Abteilung für Konsumgüterindustrie (消费品工业司)
- Abteilung für die Förderung der Kooperation zwischen militärischem und zivilem Sektor (军民结合推进司)
- Abteilung für Telekommunikation (电子信息司)
- Abteilung für IT- und Software-Industrie (信息化和软件服务业司)
- Abteilung für die Entwicklung des Telekommunikationssektors (信息通信发展司)
  - Regulierungsbehörde für Telekommunikation (信息通信管理局)
  - Amt für Sicherheit in der Informationstechnik (网络安全管理局)
  - Regulierungsbehörde für Funktechnik (无线电管理局)
- Abteilung für Internationale Zusammenarbeit (国际合作司)
  - Büro für Hongkong-, Macau- und Taiwanangelegenheiten (港澳台办公室)
- Abteilung für Personalangelegenheiten und Ausbildung (人事教育司)

Außerdem unterstehen dem Ministerium für Industrie und Informationstechnik noch folgende, weitgehend selbstständig agierende Behörden, die formaljuristisch als „Vizeministerium“ (副部) geführt werden, d. h. ihr Leiter ist qua Amt Staatssekretär:
- Nationale Behörde für Wissenschaft, Technik und Industrie in der Landesverteidigung
- Nationale Raumfahrtbehörde
- Nationale Kernenergiebehörde (国家原子能机构)

Sieben der Universitäten Chinas unterstehen ebenfalls dem Ministerium für Industrie und Informationstechnik:
- Universität für Luft- und Raumfahrt Peking
- Technische Universität Peking
- Polytechnische Universität Harbin
- Polytechnische Universität Nordwestchinas
- Universität für Luft- und Raumfahrt Nanjing
- Technische Universität Nanjing (南京理工大学)
- Universität für Ingenieurwesen Harbin (哈尔滨工程大学)

## Liste der Minister
| Li Yizhong (李毅中)     | * 1945 | 17. März 2008 – 25. Dezember 2010   |
| Miao Wei (苗圩)         | * 1955 | 25. Dezember 2010 – 11. August 2020 |
| Xiao Yaqing (肖亚庆)    | * 1959 | 11. August 2020 – 2. September 2022 |
| Jin Zhuanglong (金壮龙) | * 1964 | seit 2. September 2022              |